# NGC 6309
NGC 6309 – mgławica planetarna położona w gwiazdozbiorze Wężownika. Została odkryta w 1876 roku przez Wilhelma Templa.